# أولمبياد الشطرنج ال20
أولمبياد الشطرنج 1972  هي منافسة عالمية نظمها الاتحاد الدولي للشطرنج من 18 سبتمبر إلى 13 أكتوبر 1972 بمدينة سكوبيه اليوغوسلافية .